# Pałac Grafenegg
Pałac Grafenegg – położony w Dolnej Austrii, około 14 km na wschód od Krems, na południe od miejscowości Grafenegg. Wraz z zamkiem Kreuzenstein oraz Pałacem Anif w okolicach Salzburga jest przykładem stylu romantycznego historyzmu na terenach Austrii.

## Historia
Pierwsza wzmianka historyczna pochodzi z 1294 roku, kiedy to na tych terenach istniała niewielka osada o nazwie Espersdorf. Nazwa Grafenegg pochodzi od nazwiska Ulricha von Grafeneck, który był właścicielem zamku w XV wieku.

## Pałac dzisiaj

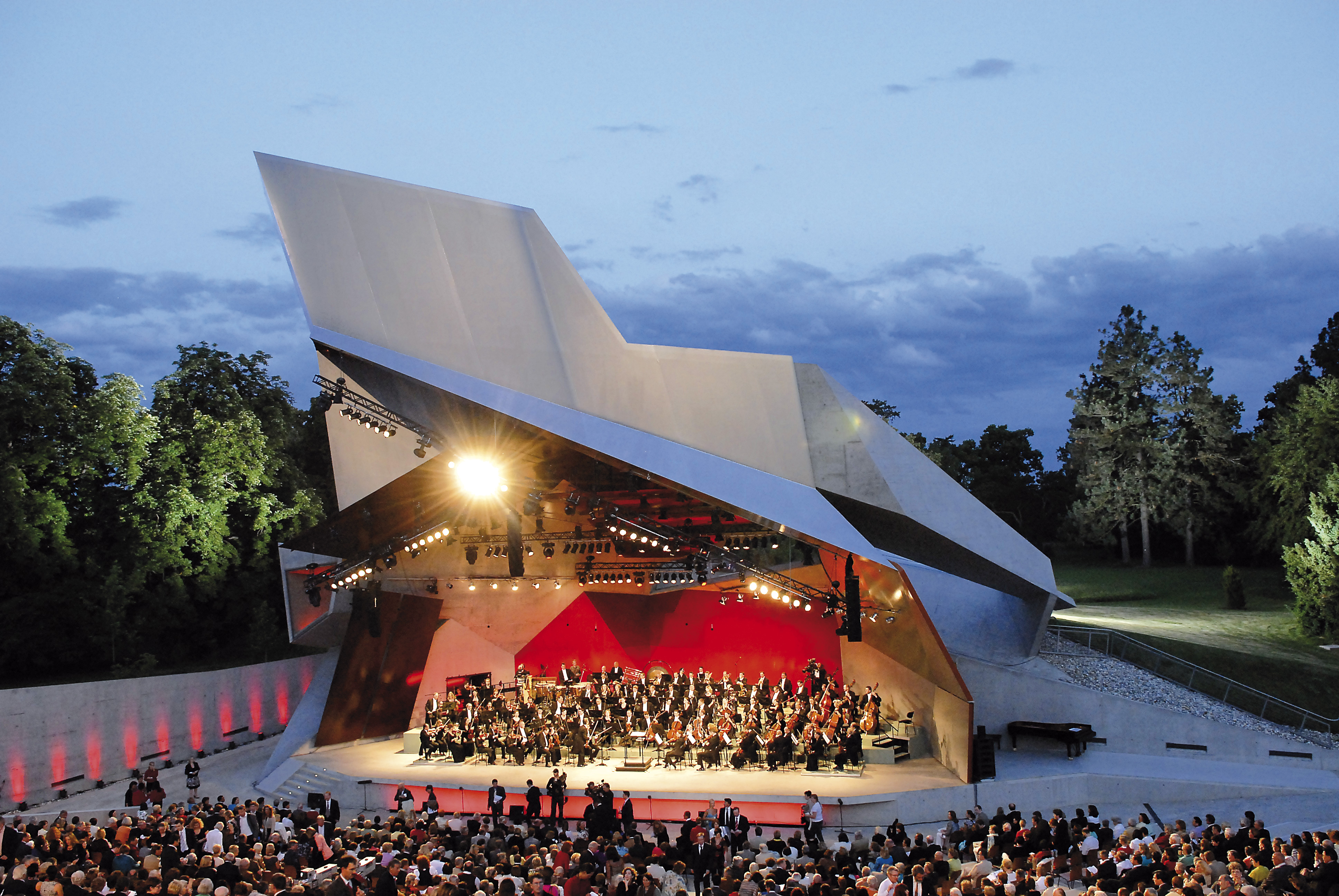
Scena na wolnym powietrzu w parku pałacowym Grafenegg

W parku pałacowym znajduje się scena na wolnym powietrzu – tak zwana Open-Air-Buehne Wolkenturm – z widownią dla 1750 słuchaczy oraz Audytorium Grafenegg, czyli sala koncertowa z widownią dla 1300 osób, zaprojektowana przez biuro architektów z Dortmundu Architekten Schröder Schulte-Ladbeck. Corocznie w lecie, od roku 2007 organizowany jest tutaj Festiwal Muzyki Poważnej w Grafenegg pod artystycznym kierownictwem pianisty Rudolfa Buchbindera. Od roku 2008 na terenach parku organizowana jest również wystawa ogrodowa Dolnej Austrii.

## Literatura
- Werner Kitlitschka: Schloß Grafenegg. Schlossführer, 30S., undatiert (erhältlich im Schloss)
- Klaus Eggert: Zur Baugeschichte von Grafenegg im 19. Jahrhundert. In: Ausstellungskatalog Das Zeitalter Franz Josephs – 1. Teil. Von der Revolution zur Gründerzeit, 1848-1880, 1984, s. 511–521.